# Ateliers en ruche
 (juillet 2011).
Si vous disposez d'ouvrages ou d'articles de référence ou si vous connaissez des sites web de qualité traitant du thème abordé ici, merci de compléter l'article en donnant les références utiles à sa vérifiabilité et en les liant à la section « Notes et références ».
L'atelier en ruche est une méthode d'organisation des réunions publiques. Elle vise à favoriser l'interaction en faisant travailler les participants de manière autonome, par petits groupes.
Cette méthode peut être utilisée par exemple lors de concertations publiques ou de débats publics. L'objectif est de connaître les espérances et attentes des participants, et de susciter un dialogue direct entre les habitants et les acteurs du projet en débat.
Cette méthode, initiée au Canada, a été récemment importé en France avec le renouveau de la démocratie participative. Par ailleurs, elle s'apparente à une autre méthode d'organisation de réunion publique, l'Open Space Technology.

## Avantages
Une telle technique d'animation permet une expression créative, un travail collaboratif: en petits groupes, les participants échangent, en s'appuyant sur des supports concrets à réaliser.
Cette organisation permet de casser les codes de la conférence ou réunion publique: il ne s'agit pas de résoudre des problèmes du quotidien, les élus n'ont pas le rôle prédominant, la prise de parole est donc moins intimidante qu'en traditionnelle réunion publique. Dans son livre Construire une ville participative en 10 questions, Grégoire Milot estime que les ateliers en ruche « favorisent une vision d'ensemble des problématiques » et « évitent la monopolisation de la tribune par les opposants ».
C'est ce que défend Jean-Pierre Tiffon, animateur de réunion publique à l'agence de conseil en communication État d'Esprit, lorsqu'il affirme à l'occasion des consultations sur l'avenir du département de la Seine-Maritime : « L'avantage est que tout le monde peut faire passer une idée à travers une photo ou un titre. Et puis, c'est projectif. Les élus ne sont pas là pour réagir aux problèmes d'aujourd'hui, comme c'est souvent le cas. Là on se projette dans l'avenir. Ce n'est donc pas de la réflexion d'intellectuels ».

## Déroulement type d'une séance
Une réunion publique organisée avec cette méthode peut se dérouler comme suit : 
1. présentation en séance plénière des thèmes sur lesquels les participants vont travailler ;
2. travail en ruche : les participants sont réunis autour de tables rondes de 6 à 10 personnes ;
3. restitution par les animateurs ;
4. débat sur les thèmes abordés.

Il existe de nombreuses méthodes de travail pour stimuler la créativité des participants et désinhiber leur expression : 
- demander aux participants de composer une Une futuriste de journal pour faire émerger les grands thèmes d'un territoire et d'une époque ;
- partager un diagnostic sur un territoire en apposant des gommettes (localisation des points faibles, des points forts) ;
- créer un jeu de rôle afin d'exprimer de manière ludique un ressenti, une vision du territoire futur, par exemple : « vous êtes directeur de communication de la Ville, imaginez un slogan pour ce projet ».

## Exemples de concertations menées avec cette méthode
Le département de la Seine-Maritime a décidé, en avril 2011, à la suite des élections cantonales, de mener une consultation publique visant à recueillir les perceptions des habitants sur l'avenir de leur département. L'enquête Imaginons 2020, le projet de territoire est lancée avec la distribution à partir du 18 avril 2011 de 500 000 exemplaires (pour 1 300 000 Seinomarins) d'un questionnaire de six pages, également disponible en ligne, et est enrichie par huit réunions publiques organisées du 31 mai au 29 juin 2011. Ces réunions publiques sont organisées selon la méthode de l'atelier en ruche.